# Miconia cannabina
Miconia cannabina är en tvåhjärtbladig växtart som beskrevs av Markgr.. Miconia cannabina ingår i släktet Miconia och familjen Melastomataceae. Inga underarter finns listade i Catalogue of Life.